# Ligne Seibu-en
La ligne Seibu-en (西武園線, Seibu-en-sen) est une courte ligne ferroviaire de la compagnie privée Seibu à Tokyo au Japon. Elle relie la gare de Higashi-Murayama à celle de Seibuen.
Sur les cartes, la ligne Seibu-en est de couleur bleue et les stations sont identifiées par les lettres SK suivies d'un numéro.

## Histoire
La ligne a été ouverte le 5 avril 1930.

## Caractéristiques

### Ligne
- Longueur : 2,4 km
- Écartement : 1 067 mm
- Alimentation : 1 500 Vcc par caténaire
- Nombre de voies : Voie unique

### Tracé
|  |

### Services et interconnexions
La ligne est principalement parcourue par un service navette entre les deux gares de la ligne. Il existe quelques services interconnectés avec la ligne Kokubunji.

### Liste des gares
La ligne comporte 2 gares, identifiées SK05 et SK06.
| Numéro | Gares            | Nom japonais | Distance (km) | Correspondances                              | Localisation    |
| ------ | ---------------- | ------------ | ------------- | -------------------------------------------- | --------------- |
| SK05   | Higashi-Murayama | 東村山       | 0             | Seibu : Shinjuku, Kokubunji (interconnexion) | Higashimurayama |
| SK06   | Seibuen          | 西武園       | 2,4           |                                              | Higashimurayama |